# Schietgat

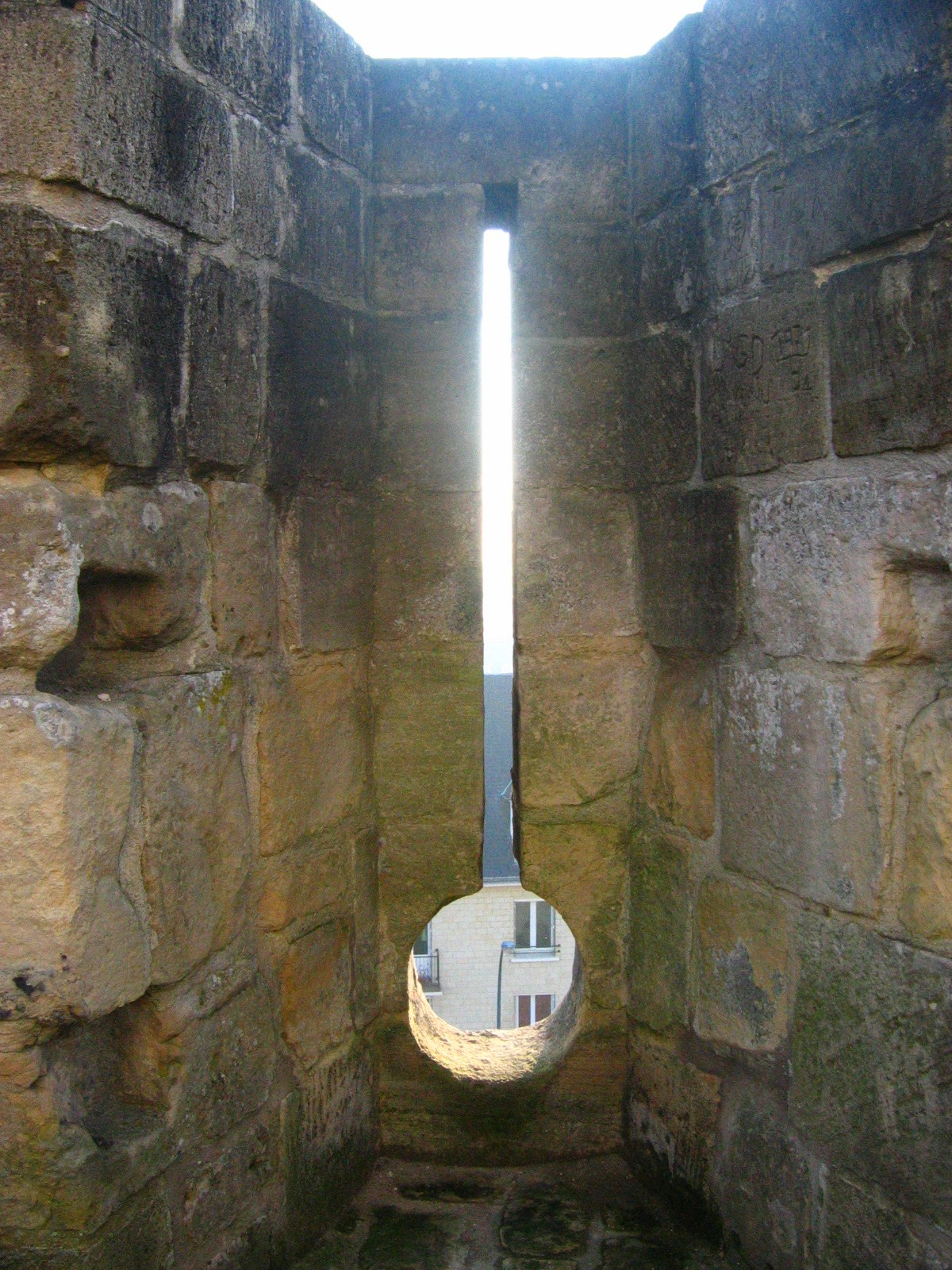
Schietgat in het kasteel van Caen met onderaan kanonsopening

Een schietgat of embrasure is een opening in een muur van een kasteel, vesting of bunker waardoor geschoten kan worden op de vijand. Tevens dient het schietgat om relatief veilig de vijand te kunnen bespieden.
Omdat voor bespionering een zo klein mogelijke opening gewenst is, heeft de grootte van wapens de grootte van de schietgaten bepaald. Bij combinatie van bespionering en beschieting met een kanon, bestond de opening uit een langwerpige opening in combinatie met een ronde opening om door te schieten. In het geval van bespionering en beschieting met een pijl-en-boog of een geweer kon worden volstaan met een langwerpige opening. De grootste schietopeningen werden echter gerealiseerd bij het luchtafweergeschut in de bunkers zoals veelal toegepast in de Atlantikwall.

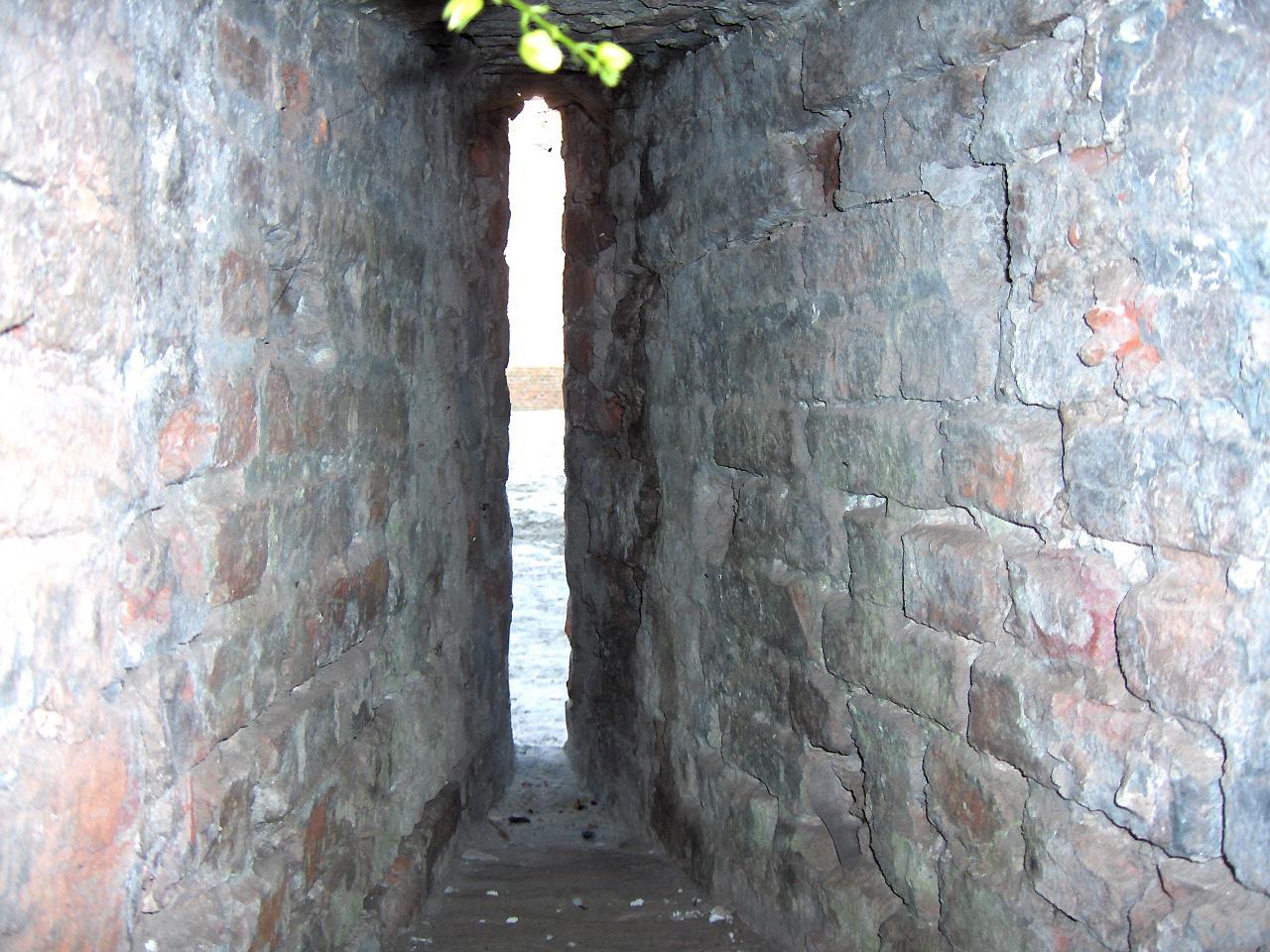
Rechthoekig schietgat
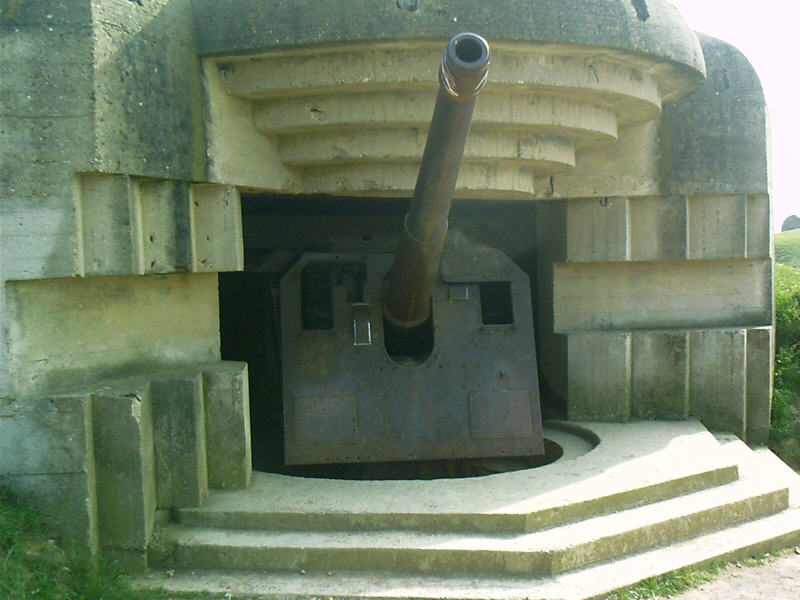
Schietgat in een bunker uit de Tweede Wereldoorlog
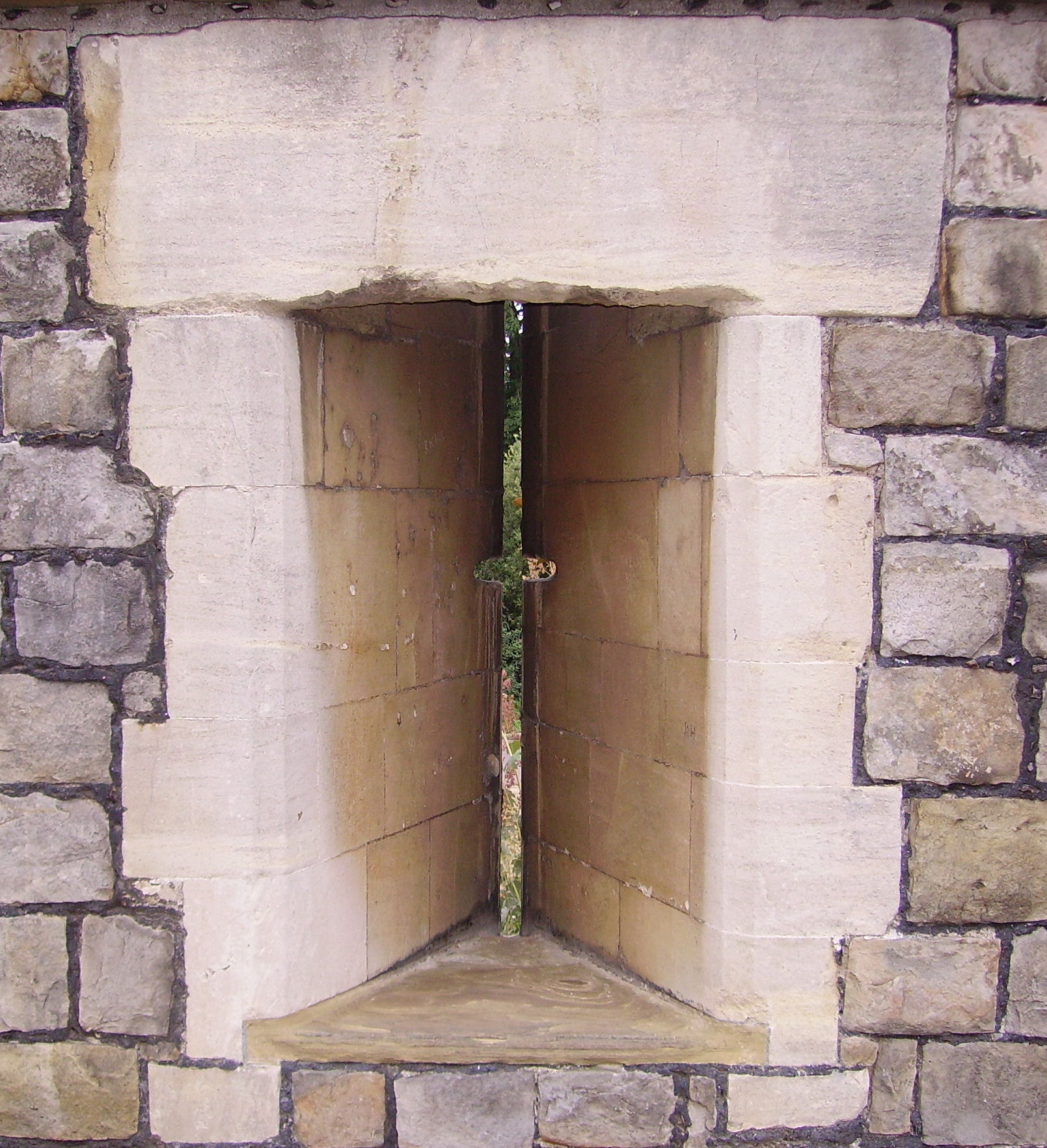

acces · affuit · approche · arsenaal · banket · barbacane · barbette · bastion · bastei · batterij · bedekte weg · beer · berm · blokhuis · bolwerk · borstwering · bres · buitenwerk · bunker · bonnet-traverse · caponnière · circumvallatielinie · citadel · contravallatielinie · contre-approche · contrefossé · contregarde · coupure· contrescarpe · courtine · couvre-face · cunette · damsluis · Dienst der Fortificatiën · demi-lune · dwingel · enveloppe · erkertoren · escarpe · face · faussebraye · flank · flèche · fort · fossé · glacis · gracht · halve maan · hamei · hoornwerk · inundatie ·  inundatiekanaal · inundatiesluis · Italiaans vestingstelsel · kat · kazemat · keel · kroonwerk · kruithuis · landpoort · linie · lunet · mezekouw · Nieuw Nederlands Vestingstelsel · onderwal · ontmanteling · opril · Oud-Nederlands vestingstelsel · palissade · papenmuts · plongee · polygonaal stelsel · poortgebouw · poterne · pulvertoren · ravelijn · redan · redoute · reduit · retranchement · rondeel · saillant · sas · schans · schietgat · schilderhuis · schootsveld · singel · sortie · stadsmuur · stadspoort · tamboer · terreplein · tenaille · tobruk · torenfort · traverse · valhek · verdedigingswerk · vesting · vestingstad · voorwerk · wal · walstraat · waltoren · wapenplaats · waterlinie · waterpoort · weermuur · wolfskuil · zwaluwstaart